# Новогодишна наздравица
„Новогодишна наздравица“ е новогодишна забавна програма на БНТ, излъчена на 31 декември 1985 година от 21:00 до 23:00 часа. В програмата участват известни български актьори и певци. Години след оригиналното си излъчване е показана в съкратен вариант в рубриката на БНТ „Ретро следобед“ на 4 февруари 2014 г.

## Участници
- Стефан Данаилов
- Георги Калоянчев
- Стоянка Мутафова
- Георги Парцалев
- Кръстю Лафазанов
- Йорданка Кузманова
- Любомир Димитров
- Татяна Лолова
- Николай Николаев
- Донка Шишманова
- Славчо Пеев
- Кирил Господинов
- Димитър Манчев
- Иван Цветарски
- Ивайло Калоянчев
- Лили Иванова
- Васил Найденов
- Маргарита Хранова
- Мими Иванова
- дует Ритон
- Кичка Бодурова
- Росица Борджиева

и други